# Perfect Dark (videojuego de 2010)
Perfect Dark es una versión remasterizada de acción en primera persona del videojuego del mismo nombre. Desarrollado por 4J Studios y distribuido por Microsoft Game Studios una década después del lanzamiento original de 2000, el remaster presenta varias mejoras técnicas, que incluyen texturas y modelos de mayor resolución, una mayor velocidad de cuadros y un modo multijugador que admite el servicio en línea Xbox Live. Fue lanzado para la consola de videojuegos Xbox 360 en marzo de 2010, a través del servicio de descarga Xbox Live Arcade. La historia del juego sigue a Joanna Dark, una agente de la organización del Instituto Carrington, mientras intenta detener una conspiración por parte de la corporación rival dataDyne.
Perfect Dark se desarrolló a lo largo de casi un año y su motor de juego se reescribió completamente desde cero para admitir varias características de Xbox 360. Por lo tanto, aunque el juego se juega exactamente igual que el original, el código y el procesador son diferentes. El juego recibió críticas generalmente favorables. Algunos críticos consideraron que el juego relativamente sin cambios estaba desactualizado, pero la mayoría estuvo de acuerdo en que el título era un resurgimiento sólido de un clásico. A finales de 2011, el juego había vendido casi 410,000 unidades. En 2015, el juego se incluyó en la compilación de videojuegos Rare Replay para Xbox One.

## Jugabilidad
Perfect Dark es un remasterizada versión del 2000 de acción en primera persona juego de video del mismo nombre , que fue desarrollado por Rare y lanzado para la Nintendo 64 como un sucesor espiritual al éxito videojuego de 1997 GoldenEye 007. El juego presenta un modo para un solo jugador que consta de 17 niveles en los que el jugador asume el papel de la agente del Instituto Carrington Joanna Dark mientras intenta detener una conspiración por parte de la corporación rival dataDyne. También cuenta con una gama de opciones multijugador, que incluyen un modo cooperativo y un "Simulador de combate" donde numerosos jugadores pueden competir entre sí en la configuración tradicional de combate a muerte. Las coincidencias de Combat Simulator pueden ser altamente personalizadas y pueden incluir bots .  También se incluye en el juego un modo "Contra-Operativo", donde un jugador controla al protagonista mientras el otro controla a los enemigos a lo largo de un nivel para un solo jugador, intentando evitar que el primer jugador complete los objetivos.
El remaster cambia poco de la jugabilidad central del juego original, pero ofrece varias mejoras en el departamento de multijugador. En el remaster, cualquiera de los modos multijugador se puede jugar en pantalla dividida o mediante el servicio en línea Xbox Live. También se agregó un sistema de clasificación en línea, y los jugadores pueden obtener logros y coronas en el juego al realizar ciertas tareas. Aunque las partidas de Combat Simulator todavía están limitadas en 12 entidades, el remaster puede comprender ocho jugadores en línea simultáneamente, una mejora del límite original de cuatro jugadores y ocho bots. Los jugadores también pueden jugar contra más de ocho bots siempre que haya suficientes espacios disponibles en un partido. Por ejemplo, un solo jugador puede jugar contra 11 bots; Tal característica no era posible en el juego original. Todo el contenido multijugador en el remaster está desbloqueado desde el principio, y las armas de GoldenEye 007, que originalmente solo estaban disponibles en el modo para un jugador, ahora están disponibles en el modo multijugador. El remaster también incluye dos nuevas configuraciones de control, tituladas "Spartan" y "Duty Calls", que se basan en las franquicias de tiradores en primera persona de Halo y Call of Duty, respectivamente.

## Desarrollo
Perfect Dark fue desarrollado por 4J Studios, el mismo estudio que desarrolló previamente las versiones Xbox Live Arcade de los juegos de plataformas de Rare Banjo-Kazooie y Banjo-Tooie. Según el director creativo de Microsoft Game Studios, Ken Lobb, el equipo de desarrollo "tomó el código original, lo transfirió a la Xbox 360 e incluyó una profunda integración [Xbox Live]". El juego se desarrolló en un curso de aproximadamente 11 meses después de la creación de un prototipo funcional. Como la funcionalidad de Xbox Live tuvo que ser escrita desde cero, los desarrolladores optaron por reescribir completamente el motor de juego en lugar de hacer un puerto a través de la emulación. Como resultado, aunque el juego se juega exactamente igual, el código y el procesador son diferentes. El juego funciona a 1080p y 60 cuadros por segundo.
Mientras se mantuvo la geometría del nivel original, los niveles recibieron nuevas texturas, se recrearon los personajes y las armas, y se reconstruyeron los skyboxes. Lobb explicó que "las cosas son grandes y cuadradas porque así es [Perfect Dark]", lo que significa que las texturas más nítidas y la resolución más alta simplemente hacen que el juego se vea más claro. También observó que, a medida que los modelos de personajes y armas se remodelaban de su conteo original de polígonos de cientos de bajo a polígonos de miles, le preocupaba que se vieran incómodos en el diseño de nivel de geometría de bajo poli. Según él, "es una de las áreas en las que le doy mucho crédito al desarrollador. Simplemente se ve bien. Eran inteligentes sobre la forma en que levantaban los modelos, por lo que todavía se sienten como si fueran algo retro, pero están limpios".
Aunque la música y los efectos de sonido se mantuvieron en las sesiones de grabación originales, las grabaciones maestras originales se han utilizado para actualizar la banda sonora con una calidad superior; el tamaño de grabación original era de 16 MB, mientras que en la remasterización supera los 250 MB. Los desarrolladores conservaron el modo de puntería libre porque querían ser fieles al juego original. Según el productor de Rare, Nick Ferguson, "No cambiamos el comportamiento fundamental del sistema de puntería simplemente porque así no se jugaba Perfect Dark ". También observó que la idea de actualizar los controles en realidad se veía como un defecto en Perfect Dark Zero, que intentaba "combinar el Perfect Dark original al sistema con aspectos de Halo". La carrera diagonal original , que permite a los jugadores moverse más rápido que corriendo hacia adelante o de lado, no funcionó la primera vez que implementaron el stick analógico, por lo que se reescribió manualmente porque se consideró esencial para las carreras rápidas.

## Comercialización y lanzamiento
Perfect Dark se burló por primera vez a los consumidores en abril de 2009 a través de una captura de pantalla del tablero de Xbox 360 de un empleado de Rare que mostraba un ícono para el juego. Se confirmó que estaba en desarrollo el 2 de junio de 2009 a través de la cuenta de Twitter del Director de Programación de Xbox Live, Larry Hryb. El juego fue lanzado el 17 de marzo de 2010 como parte de la promoción Xbox Live Block Party de Microsoft. Como promoción cruzada con Crackdown 2, los jugadores con un juego guardado de Crackdown 2 en su disco duro Xbox 360 pueden desbloquear al protagonista de ese juego, conocido como Agente 4, como un aspecto jugable en el modo multijugador del juego. En abril de 2010 se lanzó una actualización del título que abordaba los errores, agregaba dos esquemas de control y ampliaba las listas de reproducción. Perfect Dark se descargó más de 150,000 veces durante su primera semana de lanzamiento y recaudó aproximadamente $ 1.61 millones a finales de mes. El juego ha vendido más de 285,000 unidades a partir de agosto de 2010 y casi 325,000 unidades a fines de 2010. A finales de 2011, las ventas habían aumentado a casi 410,000 unidades. En 2015, Perfect Dark se incluyó en la compilación Rare Replay para Xbox One. En 2019, el juego se mejoró para ejecutarse en 4K en Xbox One.

## Recepción
Perfect Dark recibió críticas generalmente favorables de los críticos. Escribiendo para 1UP.com, Scott Sharkey destacó las mejoras técnicas, afirmando que el remaster es "una excelente manera de volver a disfrutar un juego que ya amas". Daemon Hatfield de IGN notó el diálogo obsoleto del juego, la actuación de voz y los objetivos de la misión, pero sin embargo comentó que el juego "no fue traído para los no iniciados, esto es para los fanáticos, y serán muy, muy contento." También elogió el modo multijugador del juego en Xbox Live y destacó la selección de armas, el juego de armas satisfactorio y las tablas de clasificación, y señaló que permiten a los jugadores comparar su rendimiento con sus amigos.
A pesar de los elogios, algunos críticos criticaron el juego por sus diseños de nivel confusos y sintieron que no se habían mantenido muy bien a lo largo de los años. Christian Donlan de Eurogamer declaró que Perfect Dark "no tiene miedo de tirar callejones sin salida aparentemente por el placer de hacerlo, o repetir texturas tanto en sus enormes mapas que puedes marear un poco". Tom Mc Shea, de GameSpot, señaló que la campaña tenía un "ritmo extraño" y que "las puertas cerradas, las habitaciones sin usar y los callejones sin salida ... pueden ser desalentadores tropezar en círculo hasta que finalmente te topas con lo correcto puerta que simplemente no pudo localizar". Sin embargo, admitió que "es muy divertido reproducirlos para tratar de obtener puntajes altos y descubrir los muchos objetivos únicos". También comentó que el juego en línea puede sufrir periódicamente una gran cantidad de retraso, pero elogió la cantidad de contenido y características.
El modo Counter-Operative original del juego fue muy bien recibido, con Eurogamer comentando que "todavía se siente adelantado a su tiempo incluso ahora". Dan Ryckert de Game Informer declaró profesionales similares, diciendo que "esta vez es aún mejor gracias a la mejora de la velocidad de fotogramas". Aunque los controles del juego se han actualizado para admitir dos palos analógicos, Steven Hopper de GameZone señaló que el juego todavía "se siente un poco diferente de lo que los fanáticos de los tiradores modernos están acostumbrados", mientras Eurogamer comentó que el objetivo la asistencia puede ser innecesariamente generosa en dificultades fáciles. A finales de marzo de 2010, IGN nombróPerfecto Dark Xbox Live Arcade Game of the Month.